# Manteyer
Manteyer – miejscowość i gmina we Francji, w regionie Prowansja-Alpy-Lazurowe Wybrzeże, w departamencie Alpy Wysokie.

## Demografia
Według danych na rok 1990 gminę zamieszkiwały 222 osoby, a gęstość zaludnienia wynosiła 9 osób/km². W styczniu 2015 r. Manteyer zamieszkiwały 433 osoby, przy gęstości zaludnienia wynoszącej 16,9 osób/km².